# Ennio Filonardi
Ennio Filonardi (Bauco, 1466 - Castelo Sant'Angelo, 19 de dezembro de 1549) foi um cardeal do século XVII.

## Biografia
Nasceu em Bauco em 1466. Filho de Vellio Filonardi e Rita della Sgurgola. Tio-bisavô do cardeal Filippo Filonardi (1611).
Educado em Roma (nenhuma informação adicional encontrada).
Entrou na Cúria Romana em 1484. Tornou-se conselheiro próximo do Papa Inocêncio VIII. O Papa Alexandre VI nomeou-o tesoureiro da província de Campagna e Marittima.
Eleito bispo de Veroli em 4 de agosto de 1503. Consagrado (nenhuma informação encontrada). Abade Comendador de Casamara. Governador de Marcas. Mudou-se para Ancona como governador de Marche, 1503. Vice-legado de Bolonha. Governador de Ímola. Núncio na Suíça, 1513-1517; 1521-1525; e 1531-1533. Em 1513, o Sacro Imperador Romano Maximiliano I concedeu-lhe o privilégio de inserir a águia imperial nos braços de sua família. Nomeado prefeito do Castelo de Sant'Angelo, Roma, pelo Papa Paulo III.
Criado cardeal sacerdote no consistório de 22 de dezembro de 1536; recebeu o chapéu vermelho em 23 de dezembro de 1536; e o título de S. Angelo em Pescheria, diaconia elevada pro illa vice a título, 15 de janeiro de 1537. Renunciou ao governo da sé de Veroli em favor de seu sobrinho Antonio Filonardi, 12 de agosto de 1538. Administrador da sé de Montefeltro (2), 12 de agosto de 1538. Nomeado legado do exército pontifício na guerra contra Guidobaldo della Rovere, duque de Urbino, 29 de novembro de 1538. Legado na província da Gália Cisalpina, Parma e Piacenza, 21 de abril de 1539. Favorecido por todos significa o restabelecimento da Guarda Suíça em Bolonha em 1542 e em Roma em 1548. Optou pela ordem dos cardeais bispos e pela sé suburbana de Albano, 8 de outubro de 1546. Participou do conclave de 1549-1550, que elegeu o Papa Júlio III; teve que sair por motivo de doença e faleceu alguns dias depois.
Morreu em Castelo Sant'Angelo em 19 de dezembro de 1549, Castelo Sant'Angelo, Roma, durante a sé vaga. Transferido para Bauco (Boville) e sepultado na capela de S. Stefano da igreja colegiada de S. Michele Arcangelo, com inscrição detalhada colocada pelos seus sobrinhos, Antonio Filonardi, bispo de Veroli, e Saturno Filonardi